# McKenzie Lake, Timiskaming District
McKenzie Lake är en sjö i Kanada.   Den ligger i Timiskaming District och provinsen Ontario, i den sydöstra delen av landet, 400 km nordväst om huvudstaden Ottawa. McKenzie Lake ligger 309 meter över havet. Arean är 0,73 kvadratkilometer. Den ligger vid sjön Mendelssohn Lake. Den sträcker sig 1,7 kilometer i nord-sydlig riktning, och 1,3 kilometer i öst-västlig riktning.
I omgivningarna runt McKenzie Lake växer i huvudsak blandskog. Trakten runt McKenzie Lake är nära nog obefolkad, med mindre än två invånare per kvadratkilometer.